# 一治村
一治村（いちじむら）は、愛知県中島郡にかつてあった村。
現在の稲沢市の中央部（およそ稲沢駅周囲及び稲沢駅の西一帯）に該当する。

## 歴史
- 1889年（明治22年）10月1日 - 長束村、小池正明寺村、高御堂村が合併し、一治村が発足。
- 1906年（明治39年）5月10日 - 稲沢町, 国府宮村, 下津村, 山形村, 大江村の一部, 中島村の一部, 稲保村の一部と合併し、改めて稲沢町発足。同日一治村は廃止。
- 1958年（昭和33年）11月1日 - 稲沢町が市制施行して稲沢市となる。